# 9½ Weeks
9 1⁄2 Weeks, originalmente intitulado Nine 1⁄2 Weeks (Brasil: 9 ½ Semanas de Amor / Portugal: Nove Semanas e Meia), é um filme estadunidense de 1986, do gênero drama erótico, realizado por Adrian Lyne, com roteiro de Sarah Kernochan, Zalman King e Patricia Louisanna Knop. O filme é baseado no livro de memórias de 1978 do mesmo nome da autora austro-estadunidense Ingeborg Day, que ela publicou sob o pseudônimo de Elizabeth McNeill. É estrelado por Kim Basinger como Elizabeth McGraw e Mickey Rourke como John Gray. McGraw é uma funcionária da galeria de arte da cidade de Nova York que tem um breve e intenso caso com um misterioso corretor de Wall Street. O filme foi concluído em 1984, mas não foi lançado até fevereiro de 1986.
O filme foi um desvio significativo do tom muito mais sombrio do romance em que foi baseado. Em Nine and a Half Weeks: a Memoir of a Love Affair, John se envolve em comportamento criminoso e até mesmo coage Elizabeth a cometer um assalto violento em um elevador sendo que o livro culmina em um cenário de quase-estupro que deixa Elizabeth em angústia mental, e ele a leva para um hospital psiquiátrico - para nunca mais voltar a ela, enquanto o filme termina num tom sombrio, não há menção ao colapso psiquiátrico que John infligiu em sua amante.
Considerado explícito demais pelo seu distribuidor americano e cortado para lançamento nos EUA, o filme foi um fracasso nas bilheterias dos Estados Unidos, arrecadando apenas US$6.7 milhões nas bilheterias com um orçamento de US$17 milhões. Ele também recebeu críticas mistas no momento de seu lançamento. No entanto, tornou-se um enorme sucesso internacionalmente em sua versão inédita, especialmente na Austrália, Canadá, Alemanha e Reino Unido, faturando US$100 milhões em todo o mundo. Com o passar do tempo, alguns críticos se entusiasmaram com o filme e o público deu a ele um legado graças ao seu sucesso no mercado de locação. Ele teve um ótimo desempenho na Europa, particularmente na Itália, na França e também na América Latina. Seu sucesso na França foi tão forte que foi exibido por cinco anos em um cinema de Paris. Em São Paulo, Brasil, foi exibido por 30 meses na casa de cinema Cine Belas Artes de 1986 a 1989. Ele também adquiriu uma grande base de fãs em vídeocassete e DVD e desenvolveu um status de clássico cult.
Em 1991 foi lançada uma paródia do filme, 9 1⁄2 Ninjas!. Teve ainda em 1997 uma sequência que foi lançado diretamente em vídeo chamado Love in Paris, estrelado por Rourke e Angie Everhart e dirigido por Anne Goursaud. Em 1998, um segundo filme diretamente em vídeo foi lançado, este sendo uma pré-sequência chamado The First 9½ Weeks que estrelou Paul Mercurio e Clara Bellar. Em 2010 os cantores Sarah Connor e Ne-Yo regravam o sucesso "Sexual Healing" de Marvin Gaye e no videclipe fizeram uma adaptação fiel ao filme. Ne-Yo não estava disponível no dia em que o videoclipe foi gravado, então um sósia foi usado. Connor afirmou que ela estava um pouco bêbada durante as filmagens do vídeo. O filme foi também a inspiração para o lançamento de 2018, "Heroine", da cantora K-pop Sunmi.

## Sinopse
Elizabeth é uma jovem bela e sexy, que trabalha numa galeria de arte moderna, e se envolve com John, um homem rico e poderoso.
Eles apaixonam-se de forma muito intensa e começam por praticar fantasias sexuais cada vez mais picantes, o que torna a relação cada vez mais difícil de ser controlada.
Depois de conseguir arrastar Elizabeth para o Mundo da fantasia sexual John manieta a vítima com inúmeros esquemas. A vítima (Elizabeth) sofre de dependência psicológica relativamente a John.

## Elenco
- Kim Basinger como Elizabeth McGraw
- Mickey Rourke como John Gray
- Margaret Whitton como Molly
- David Margulies como Harvey
- Christine Baranski como Thea
- Karen Young como Sue
- William DeAcutis como Ted
- Dwight Weist como Farnsworth
- Roderick Cook como Sinclair
- Victor Truro como cliente da galeria

## Produção
O estúdio queria uma atriz famosa para o papel de Elizabeth McGraw, por isso Jacqueline Bisset, Isabella Rosselini e Kathleen Turner fizeram o teste de elenco. Mas ninguém passou no teste como Kim Basinger, a única que se recusou a se submeter a condição de escrava sexual de sua personagem. Quando entrou no quarto para os testes, Lyne pouco falava com Basinger e dava instruções apenas para Mickey Rourke. Na cena, Rourke lhe jogava notas de dólares no chão e Basinger precisava fingir ser uma prostituta que as pegava enquanto andava de quatro e, depois, acabava se despindo e se entregando para John Gray quando ele finalmente ordenava: "Foi muito sexual e muito estranho", recordou Basinger, que tinha 33 anos quando o filme foi rodado, "só queria me levantar-me e sair correndo". Basinger deixou o quarto, furiosa, Lyne ligou para o agente de Basinger para lhe dizer que ela havia conseguido o papel: “Acontece que Adrian queria que eu reagisse exatamente como reagi, porque a personagem de Elizabeth era assim. Uma mulher que não entrava no jogo, mas ingênua e transformada depois por um homem no que ele queria dela. Essa é a história verdadeira de Nove e Meia Semanas de Amor”, concluiu Basinger.
Lyne seguiu, em suas próprias palavras, "quebrando" Kim Basinger durante as filmagens. As gravações seriam rodadas em ordem cronológica, para que Rourke e Basinger experimentassem a degeneração sexual de suas personagens em tempo real e eles foram proibidos de falar um com o outro longe das câmeras: “Ela precisava ter medo dele”, explicou o diretor, “se saíssem para tomar um café juntos, perderíamos essa tensão. No 'teste de elenco' [de Basinger] surgiu tamanha hostilidade e tamanha energia sexual entre eles que eu não queria que desenvolvessem uma relação sem que eu estivesse presente. Ela deveria viver à beira do terror. Eu queria que essas dez semanas de filmagem fossem como as nove semanas e meia da relação”.
Quando uma cena não saia como o diretor desejava, Lyne chamava Rourke de lado e o instruía, sem dirigir a palavra a Basinger. A equipe de filmagem começou a comentar se o sadismo de Lyne estava indo longe demais e reconheceram em uma reportagem do The New York Times que se sentiam desconfortáveis diante da manipulação emocional, da raiva ao desespero, que Basinger estava sofrendo para que a câmera “os captassem cruamente”.
Em relação ao diretor, Rourke comentou que "Adrian é um ótimo diretor de atores". Lyne também não incomodava Rourke quando o ator colocava Rebel Yell, de Billy Idol, em um volume alto antes de cada cena, para o desconforto da equipe de filmagem.
No nomento de filmar a última cena (que acabaria sendo removida), Basinger deveria estar no limite da resistência física e emocional. Mas a atriz apareceu nas filmagens com boa aparência, como recordaria Lyne. Na cena, o amo propunha um jogo a sua escrava sexual: tomar pílulas para dormir, uma a uma, para ver até onde ela seria capaz de chegar para satisfazê-lo. As tais pílulas eram, na verdade, balas, mas sua personagem não sabia. Ao se dar conta de que tinha estado prestes a tirar sua própria vida por seu amante, decidia abandoná-lo sem olhar para trás: “A cena não estava funcionando. Kim tinha uma aparência fresca como uma rosa, adorável demais", contou Lyne, “então tivemos que quebrá-la". Depois de receber as anotações do diretor, Rourke agarrou o braço de Basinger com força fazendo a atriz gritar, chorar e bater nele. Rourke soltou o braço de Basinger, mas em seguida lhe deu uma bofetada. Ela sofreu um ataque de pânico. O diretor exclamou: "Vamos filmar a cena agora".
Quando perguntado onde estavam os limites do abuso em relação a um ator, Lyne explicou, que como se tratava de um relacionamento sadomasoquista, os limites são definidos pelos participantes. “Se não pudesse suportar, seria perceptível diante da câmera. Ela ficaria louca. Desmoronaria.” Mas, e se a cena precisa justamente que a personagem desmorone? “Então, é legítimo. Você está fazendo isso pelo filme.”
Kim declarou que “depois de terminar o filme, não queria ver ninguém que tivesse participado das filmagens. Se chegasse a encontrar com o cara que me trazia o café, eu o teria matado”. Lyne, por sua vez, argumentou que a atriz sabia que no fundo estava sendo ajudada pelo diretor com sua tortura passivo-agressiva: “Não foi agradável, mas foi útil. Kim é um pouco como uma menina. É inocente. Isso é parte de seu atrativo. Ela se tornou sua personagem durante dez semanas, não estava interpretando. Para deixá-la irritada, eu ficava agressivo com ela, e ela ficava agressiva comigo. Mickey também tinha de assustá-la de propósito. Kim não é uma intelectual, não lê livros. Na realidade, não atua, apenas reage, uma qualidade que Marilyn Monroe também tinha”.
Basinger, admitiu que não lia livros porque tinha muito pouca capacidade de atenção, e sobre o filme disse que “Seria difícil decidir se voltaria a fazer [o filme], mas, no final, teria que dizer sim. Houve momentos em que quis abandonar tudo, em que me perguntava se [Adrian Lyne] era um homem doente ou se todos estávamos doentes por nos prestar a isso. Mas, no final, enfrentei meu medo e passei por isso”. "Todas as atrizes deveriam experimentar algo assim, saí mais forte do que em toda a minha vida", concluiu Basinger.
9½ Weeks levou 18 meses de produção, em meio a rumores de que nenhum estúdio distribuiria um filme tão perturbador sexualmente. Dos 1.000 espectadores que assistiram às exibições de teste, 960 deixaram a sala antes do fim. A cena dos soníferos foi eliminada, de acordo com Adrian Lyne, porque o público "odiava Mickey por fazer isso, Kim por deixarem fazer isso com ela, a mim por filmá-la e o filme inteiro". Também foi excluído um ménage à trois com uma prostituta, um estupro simulado e uma cena de sexo na qual Basinger estava disfarçada de um homem com bigode.
Em 2015, Kim Basinger contou que só voltou a ver Adrian Lyne uma vez na vida: “Alguns meses atrás cruzei com ele em uma rua em Beverly Hills. Eu lhe disse 'aquele filme mudou minha vida'. Ele respondeu 'a minha também'. Então, ele entrou em seu carro sem dizer mais nada. Não é lindo?”.

## Recepção
9½ Weeks tem uma classificação de 61% em Rotten Tomatoes com base em 23 avaliados.
O filme foi defendido por alguns críticos. Roger Ebert elogiou o filme, dando três estrelas e meio em quatro, afirmando: "Uma grande parte do sucesso de 9 1⁄2 Weeks é porque Rourke e Basinger tornam os personagens e seu relacionamento convincentes". Ele elaborou ainda mais dizendo que o relacionamento deles era crível e, ao contrário de muitos outros personagens de outros filmes eróticos da época, os personagens deste filme são muito mais reais e humanos.

## Prêmios
O filme foi indicado para três categorias no Framboesa de Ouro de 1986 , Pior Atriz (Kim Basinger, que perdeu para Madonna para Shanghai Surprise), Pior Música Original ("I Do What I Do" por Jonathan Elias, John Taylor e Michael Des Barres, que perdeu para "Love or Money" de Under the Cherry Moon), e Pior Roteiro (Patricia Luisiana Knop, Zalman King, Sarah Kernochan, que perdeu para Howard the Duck). O filme ganhou um enorme apoio no vídeo caseiro, e independentemente de sua recepção, tanto Basinger quanto Rourke se tornaram grandes estrelas.
O filme é reconhecido pelo American Film Institute nestas listas:
- 2002: AFI's 100 Years...100 Paixões – Nomeados[15]

## Música
O principal single liberado para 9 1⁄2 Weeks: Original Motion Picture Soundtrack foi "I Do What I Do", realizada pelo baixista de Duran Duran, John Taylor, dando sua primeira performance solo cantando durante um hiato na carreira de Duran Duran. A música alcançou o #23 lugar na Billboard Hot 100 e a 42ª posição no UK Singles Chart. A música para a trilha foi composta por Taylor e Jonathan Elias. A música original do filme também foi escrita por Jack Nitzsche, mas suas composições não estão incluídas na trilha sonora.
A trilha sonora também incluiu faixas de Luba, Bryan Ferry, Dalbello, Corey Hart, You Can Leave Your Hat On de Joe Cocker, Devo, Eurythmics e Stewart Copeland. O reggae de Winston Grennan "Savior", assim como "Arpegiator" de Jean Michel Jarre, tocado durante a cena de sexo nas escadas na chuva, não foram incluídos no disco.

## Mídia doméstica
Em 1998, a Warner Bros. lançou uma "versão não censurada, sem censura" em DVD, que teve duração de 117 minutos. O filme foi lançado no formato Blu-ray nos Estados Unidos em 6 de março de 2012.